# 柴田是真

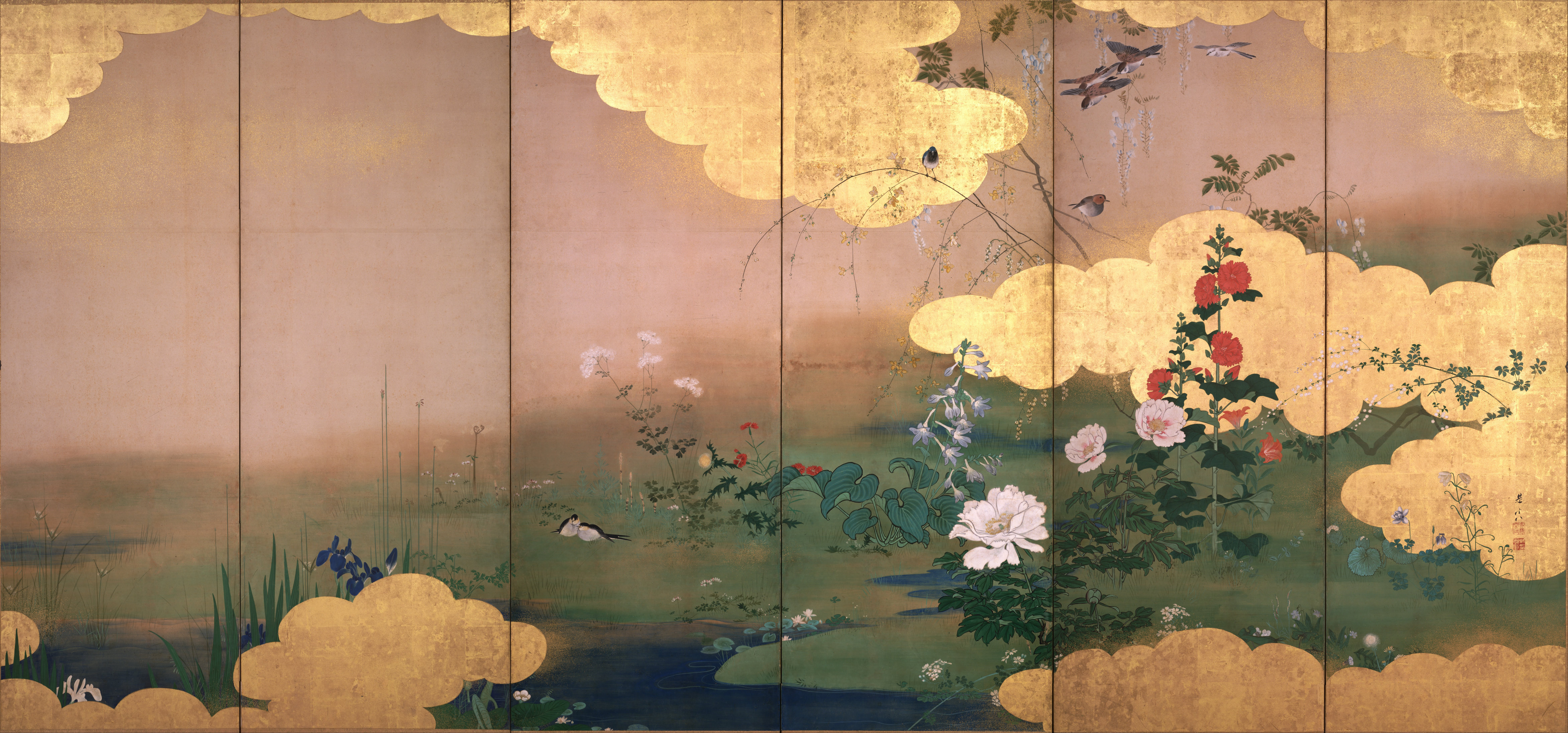
四季花鳥図 東京国立博物館蔵

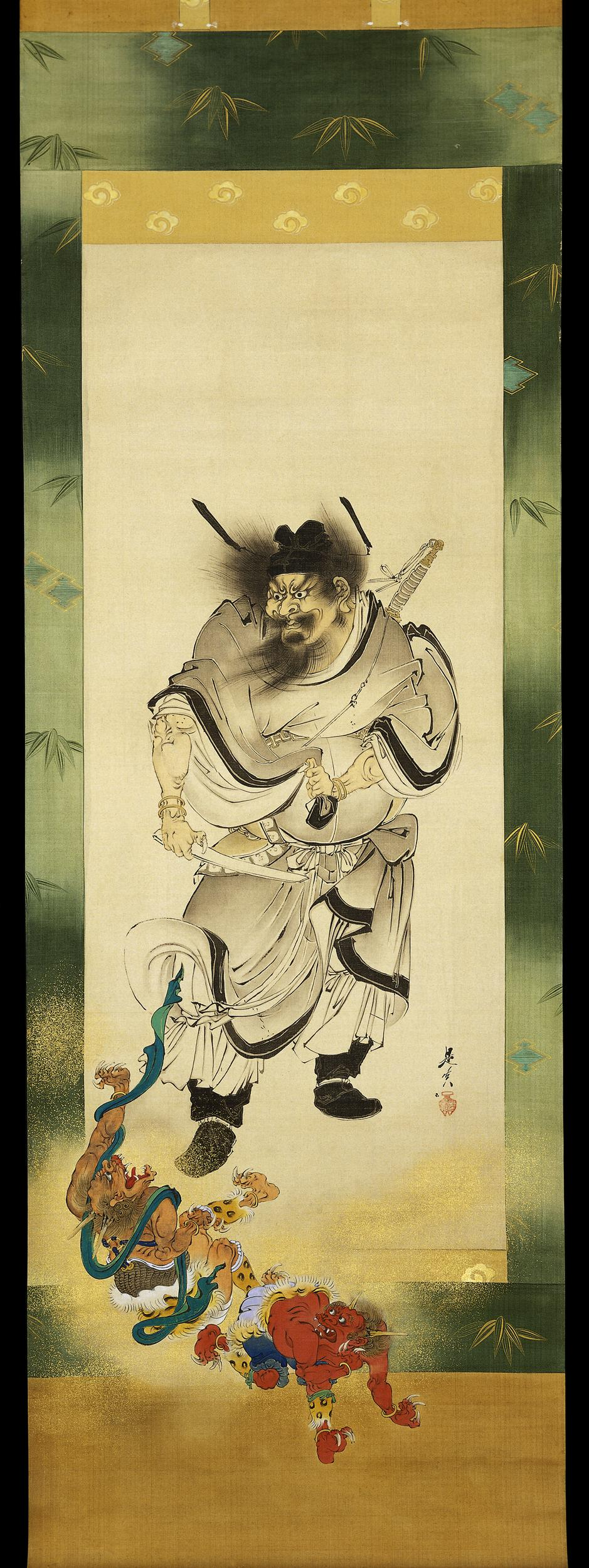
鍾馗に鬼図 大英博物館蔵 鍾馗から逃げる鬼を描き表装の技法で現実感をもって描く

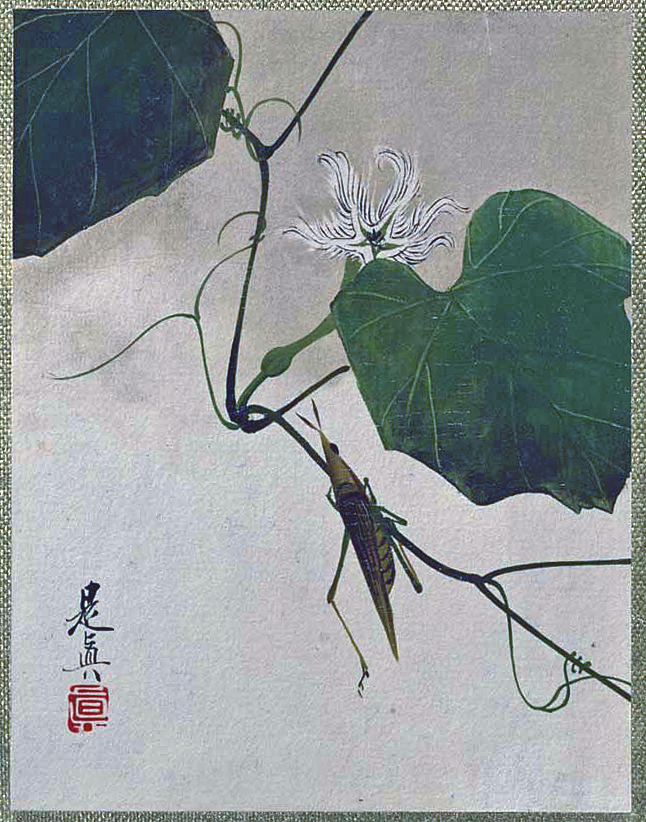
漆絵画帳 蟷螂 東京国立博物館蔵

柴田 是真（しばた ぜしん、文化4年2月7日（1807年3月15日） - 明治24年（1891年）7月13日）は、江戸時代末から明治中期にかけて活動した漆工家、絵師・日本画家。幼名亀太郎、名は順蔵、字は儃然、号は是真、令哉、対柳居、沈柳亭など。日本の漆工分野において、近世から近代への橋渡しの役割を果たした工人である。

## 略歴
文化4年（1807年）に、越後出身の宮彫師の子で、袋物（煙草入・紙入・印籠など）商に婿養子となった柴田市五郎の子として、江戸両国橘町に生まれる。父は商家に入った後も、彫工として宮大工の仕事に参加した職人であり、浮世絵を好み勝川春亭或いは勝川春章に師事していた。
文化14年（1817年）11歳の時より、職人気質を重んじ精巧な細工に特色を示す初代古満寛哉（こま かんさい）に蒔絵を学ぶ。また一時、寛哉の親友であった谷文晁に指導を受けたと伝えられる。是真は文晁の画風には馴染まなかったが、書風は慕い、後年その書を愛蔵したという。ついで文政5年（1822年 ）16歳で画工の図案に頼らず仕事をするため、鈴木南嶺に四条派の絵を学んだ。「令哉（れいさい）」の号は、南嶺の嶺の字の一部「令」と、古満寛哉の「哉」を採った名である。文政7年（1827年）、当時売り出し中の浮世絵師歌川国芳が、是真の扇絵に感動し弟子入りしようとしたが、是真は初め固辞するが弟子とし、国芳に「仙真」の号を与えたという逸話が残る。文政11年（1826年）頃、浅草本願寺の依頼で障壁画を描く。構想を練っていた時に茶を出されたが、是真は茶道の作法を知らなかったため冷や汗をかき、まとまりかけていた構図も消え去ってしまいうまく画を描けなかった。是真はその足で、浅草寺境内にある人丸堂の堂主・西村藐庵（みゃくあん）を訪ねて茶道の手解きを受けた。その後、宗徧流の時習軒六世・吉田宗意に入門した。 
天保元年（1830年）24歳の時四条派をより深く学ぶため京都へ遊学した。南嶺の紹介で、四条派の本場京都画壇の俊英である岡本豊彦の弟子となる。同門で近くに住んでいた是真より1歳年下の塩川文麟は、親友でありライバルでもあった。南嶺は江戸を立つ是真に京で見聞を広めるよう勧めており、是真はその教えに従い、香川景樹に歌学と国学を、頼山陽に漢字を学ぶ。山陽門下という肩書きは、後に思わぬところで役に立ったという。京都滞在中は、他に松村景文、森徹山、和田呉山、田中日華、陶工の青木木米とも親交をもった。     
天保2年（1831年）の11月或いは翌年春に江戸に帰ると師南嶺に再会、その驚くほどの進歩を認められ、新たに字「儃然」と「是真」を号するようになった。この字と号は、荘子外篇・田子方篇、第二十一に由来する。またこのころ、神田川をはさんで柳原の対岸、浅草上平右衛門町に居を移し、以後、對柳居と号し好んで使用した。同時期に当時11歳の池田泰真が弟子入りしている。また、天保12年（1841年）、東北各地を巡った。
弘化年間（1844年 - 1847年）には、より名が知られるようになった。嘉永3年（1850年）9月14日、最初の妻すまとの間に長男亀太郎（号 令哉）が生まれる。この年是真は44歳なので、比較的晩年に結婚したと考えられる。安政元年（1854年）8月に母ますが68歳で病死。その看病疲れで、すまも10月に没したとされる。
翌年、玉川に住む鈴木歌子と再婚。歌子と間に安政5年（1858年）、次男慎次郎（号 真哉）をもうけるが、5年後の文久5年（1863年）歌子も亡くなってしまう。翌元治元年、両国の青物問屋千種庵磐城の娘しのを迎えるが、なぜか入籍せず、しのは実家の梅沢姓を名乗った。
蒔絵や漆絵では、青海勘七以来絶えていた青海波塗を復活し、青銅塗・四分一塗・鉄錆塗・砂張塗・紫檀塗・墨形塗などの新技法を創始する。また、独特の作風で、内国勧業博覧会などに出品したり、博覧会の審査員をつとめたりして、明治漆工界に貢献した。江戸っ子気質だったらしく、東京府知事楠本正隆の仕事依頼を、「自分は公方様（徳川幕府）の時代に人になった者であるからお断りする」、と言ってなかなか引き受けなかったという逸話がある。国芳の弟子だったこともある河鍋暁斎とは仲が悪かったと言われているが、静嘉堂文庫美術館には、画帖は暁斎、木箱は是真という両者合作の作品が所蔵されている。
明治6年（1873年）のウィーン万国博覧会に「富士田子浦蒔絵額面」を出品して進歩賞牌を受賞する。
明治7年（1874年）三男順三郎（梅沢隆真）が生まれる。
明治11年（1878年）長女せいが生まれる。同年、是真は剃髪したとされる。
明治19年（1886年）皇居の杉戸絵を描いた。
明治23年（1890年）10月2日に帝室技芸員になる。
明治24年（1891年）7月13日に歿し、浅草今戸の称福寺に葬られ、「弘道院釈是真居士」と諡された。
軽妙洒脱でエスプリに満ちた粋な作風は、ジャポニズムの熱狂を背景として欧米人に好まれ、かなりの作品が海外に渡り愛好されている。

## 代表作

### 日本画
| 作品名             | 技法         | 形状・員数 | 寸法（縦x横cm）                     | 所有者                 | 年代                | 款記・印章                                                        | 備考 |
| ------------------ | ------------ | ---------- | ----------------------------------- | ---------------------- | ------------------- | ----------------------------------------------------------------- | --- |
| 妙心寺大雄院障壁画 |              | 全71面     |                                     | 大雄院                 | 天保3年（1832年）頃 |                                                                   | |
| 鬼女図額面         | 板絵著色     | 1面        |                                     | 王子稲荷神社           | 天保11年（1840年）  |                                                                   | 重要美術品。是真の出世作。謡曲「羅生門」を題材としたもので、頼光四天王の筆頭渡辺綱が羅生門に住む鬼の腕を切り落としたところ、後日鬼が綱の伯母に化けて現れ、綱から腕を奪い返したとたん鬼の姿に戻って逃げ去る瞬間を描いたもの。是真自身もこのモチーフを好み、周囲の需要もあったため、「茨木図」（浅草寺、板絵著色）をはじめ、しばしば同様の絵を描いている。 |
| 瀑布に鷹図         | 絹本墨画淡彩 | 双幅       | 93.2x33.6（右幅） 93.4x33.8（左幅） | ハンブルク工芸美術館   | 江戸時代末期        | 款記「是眞寫」（右幅）「是眞」（左幅）/「山巾」朱文長方印（各幅） | |
| 四季花鳥図屏風     | 紙本金地著色 | 六曲一双   | 154x339.3（各）                     | 東京国立博物館         |                     |                                                                   | |
| 瀑布図屏風         | 紙本著色     | 六曲一双   |                                     | 静嘉堂文庫美術館       | 明治16年（1883年）  |                                                                   | |
| 杉戸絵             |              | 4面裏表    |                                     | 宮内庁                 |                     |                                                                   | |
| 阿房宮図襖絵       | 紙本金地著色 | 4面        |                                     | 東京芸術大学大学美術館 |                     |                                                                   | 裏面に「老松図襖絵」 紙本墨画 |
| 浅草海苔製造図額面 | 板絵著色     | 1面        |                                     | 諏訪大社上社           | 明治16年（1883年）  |                                                                   | |
| 月夜風景図         | 絹本淡彩     | 1幅        | 103.2x63.2                          | ボストン美術館         |                     |                                                                   | |

### 蒔絵作品

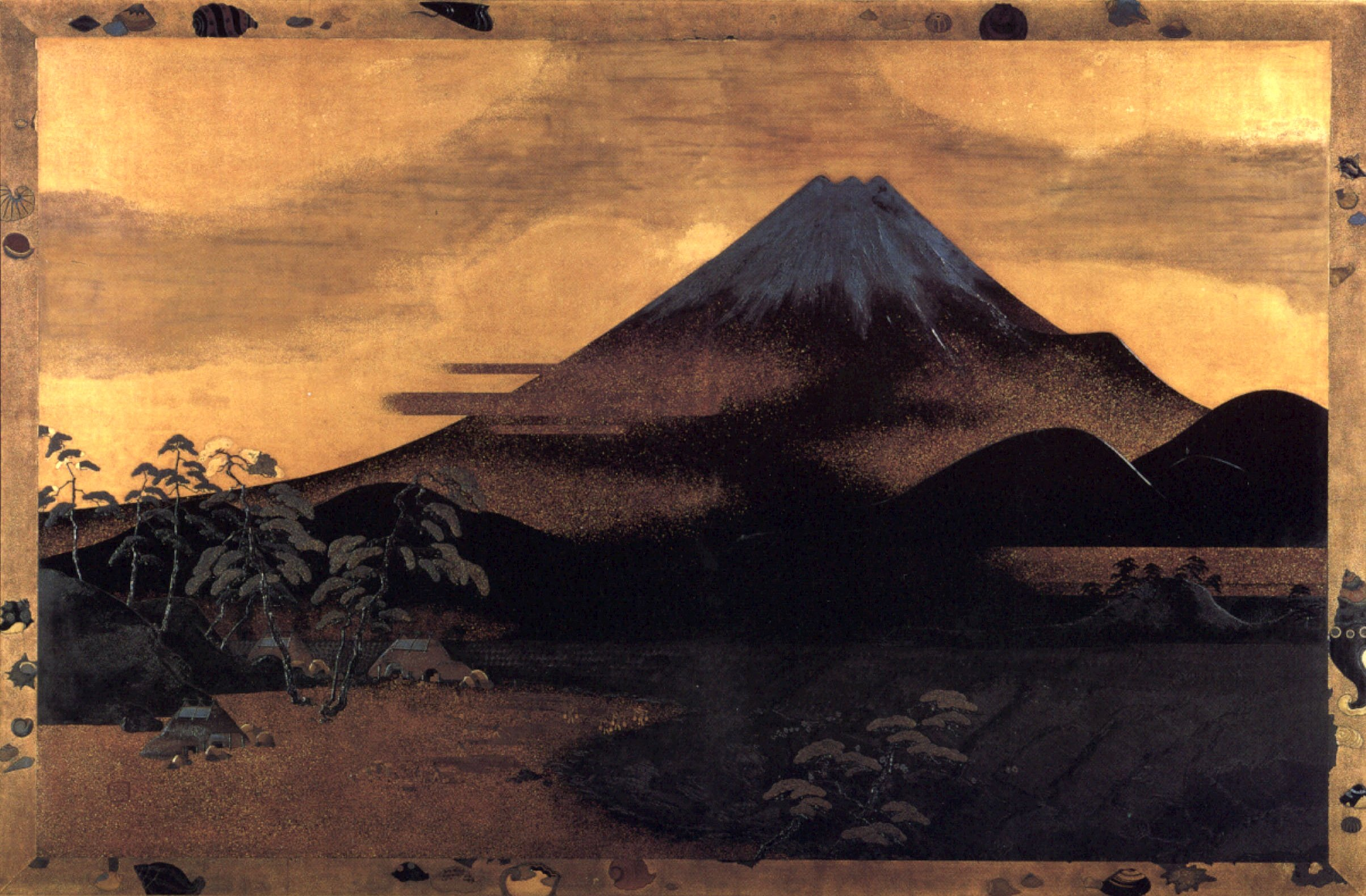
富士田子浦蒔絵額面

- 富士田子浦蒔絵額（福富太郎コレクション資料室）一面 明治5年（1872年）

翌年のウィーン万国博覧会に出品され、進歩賞牌を授与された作品。
- 五節句蒔絵手箱（サントリー美術館）一合
- 青海波貝尽蒔絵硯箱（個人蔵）一合
- 蓮鴨蒔絵額面（東京国立博物館蔵）一面
- 温室盆栽蒔絵額面（三の丸尚蔵館蔵）木製漆塗・蒔絵 一面　41.0x63.0cm 明治10年（1877年）

第1回内国勧業博覧会龍紋賞牌・宮内庁買上。第1回内国博で是真は3面蒔絵額を出品しており、そのうちの1点。出品時の名称は「春色植木ノ図」、買上げ時の記録では「蒔画額植物温室ノ図」で、金額は45円。蒔絵額とは、漆塗りの板に蒔絵で絵画的な図様を表し、漆塗りの額に収めた作品。西洋画の体裁とその耐久性、油彩独自の画面の艶やかさなどを意識し、是真が内外の博覧会に向けて新たに編み出した、この時期に特徴的な形式である。明寺20年代に国の指導により伝統様式へ回帰していくと、蒔絵額は次第に姿を消していった。
- 大花瓶色絵漆絵（板橋区立美術館）明治14年（1881年） 紙本漆絵
- 木の葉文蒔絵文箱（東京芸術大学美術館蔵）一合
- 沢瀉蒔絵印籠（佐野美術館蔵）一合

## ギャラリー

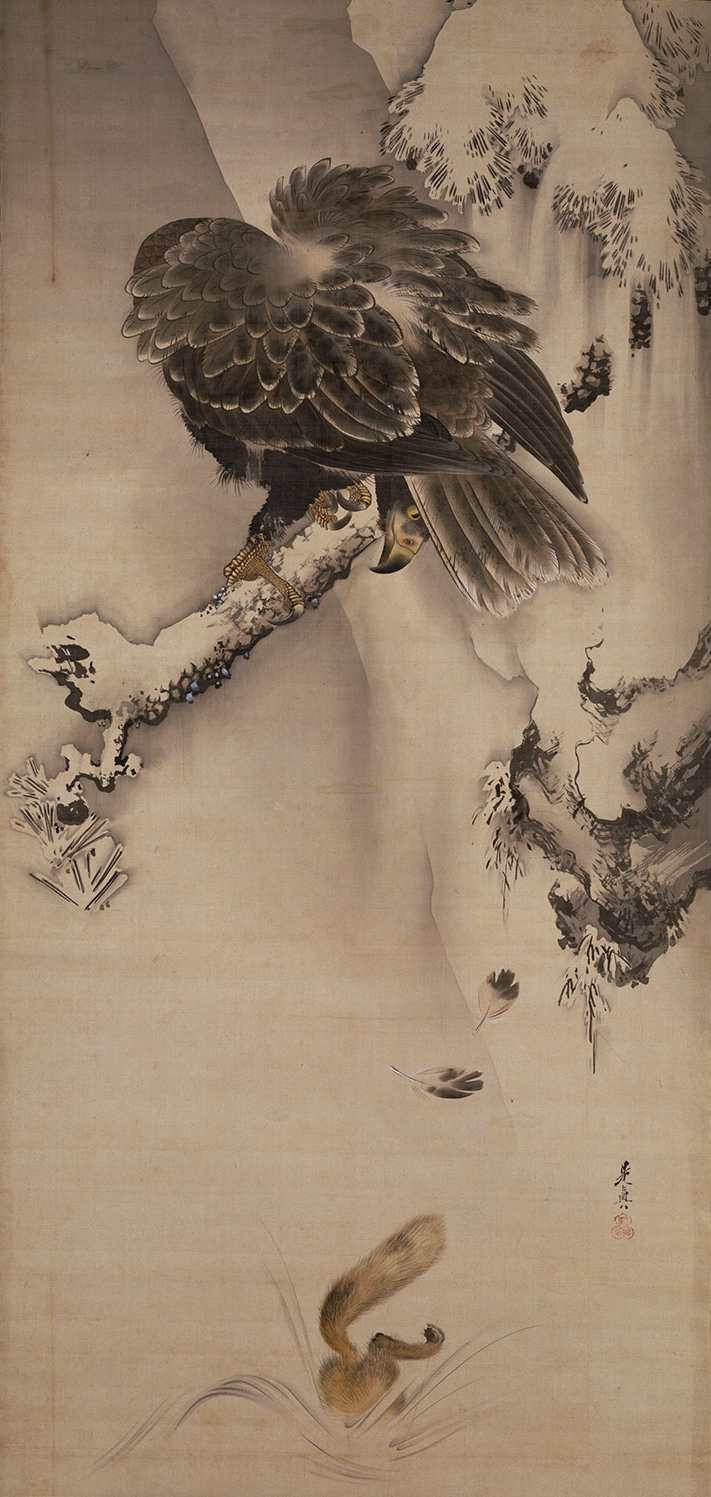
雪中鷲図
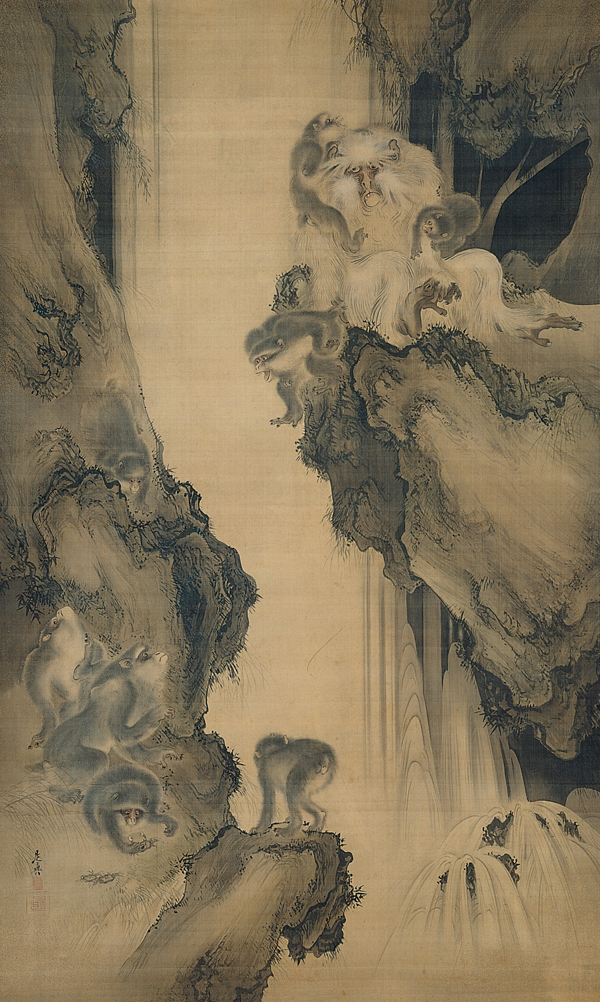
瀑布群猿図 キンベル美術館蔵
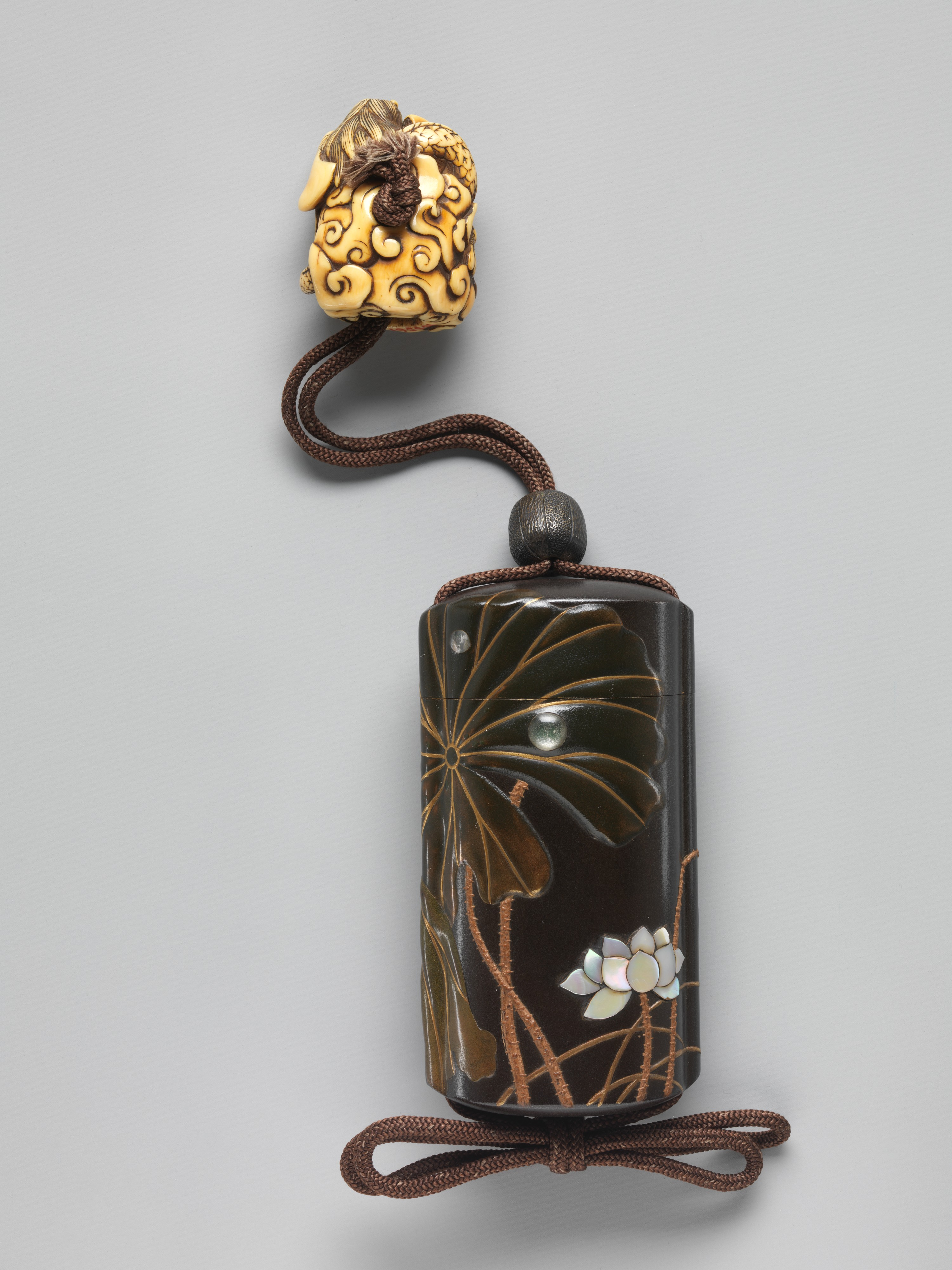
蓮を描いた印籠 メトロポリタン美術館蔵
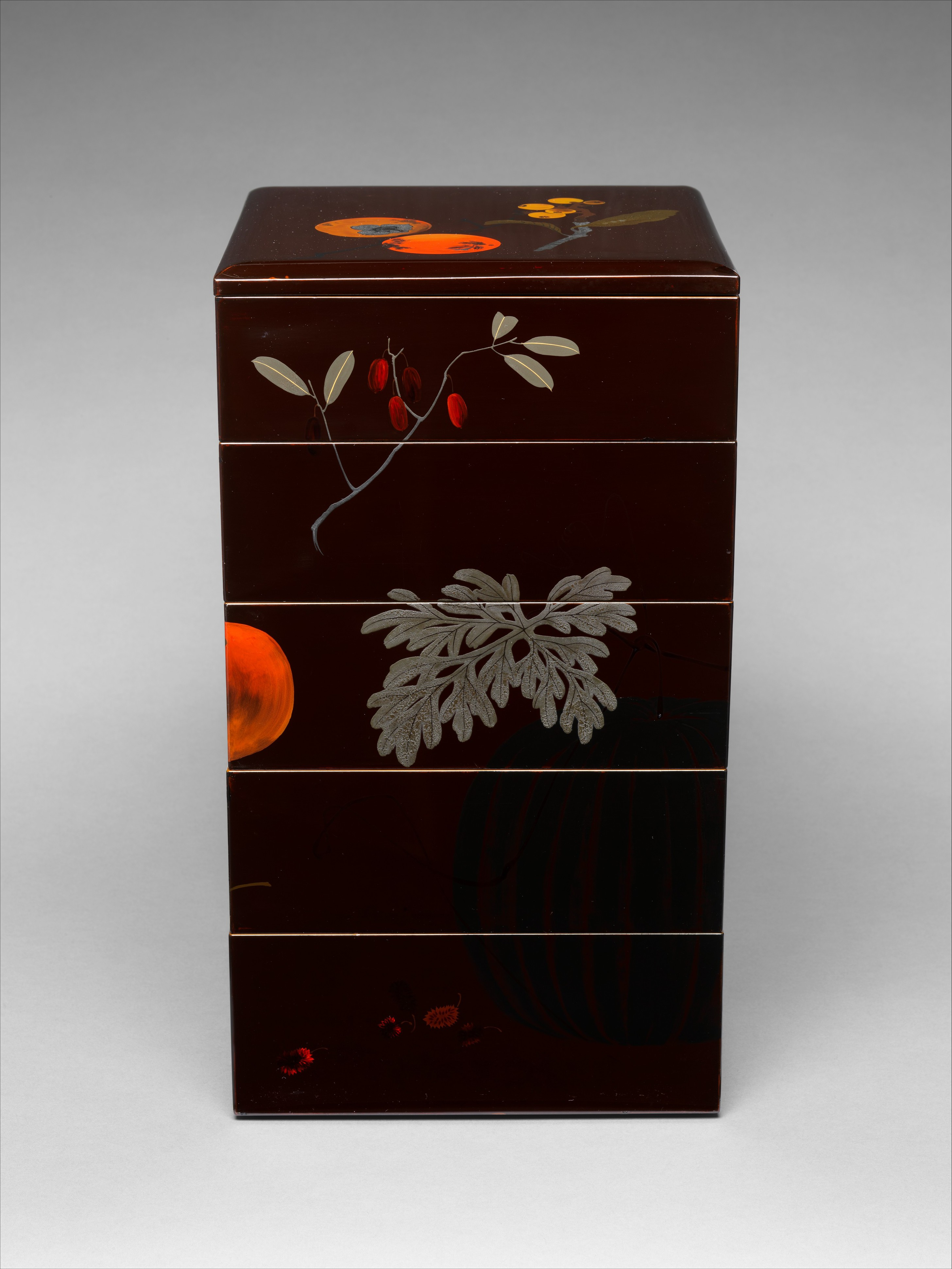
果蔬蒔絵重箱 メトロポリタン美術館蔵

## 主な弟子・門下生
- 池田泰真
- 庄司竹真
- 綾岡輝松
- 綾岡有真
- 高橋応真
- 歌川芳玉
- 鈴木行真
- 松野応真‐夭折

## 登場作品
- 村松梢風『本朝画人伝 巻3』中央公論社、1985年